# ألكساندرة كورنهاوزر فريزر
ألكساندرة كورنهاوزر فريزر (بالسلوفينية: Aleksandra Kornhauser Frazer)‏ (من مواليد 26 سبتمبر 1926) هي كيميائية سلوفينية وأستاذة الكيمياء في كلية العلوم الطبيعية والهندسة ومديرة المركز الدولي للدراسات الكيميائية في جامعة ليوبليانا، سلوفينيا.

## حياتها المُبكرة
وُلدت كورنهاوزر فريزر في عائلة ثرية بين خمسة أشقاء حيث كان والدها يمتلك ما أصبح فيما بعد شركة جيلوفكا في شكوفجا لوكا. فقدت الأسرة ثروتها خلال فترة الكساد الكبير في ثلاثينيات القرن العشرين ونشأت فريزر في زمن فقر نسبي. في عام 1940 خلال الحرب العالمية الثانية، عندما كانت فريزر في الخامسة عشرة من عمرها، أنشأت إدارة منظمة شبابية لدعم الأحزاب. سُجن والدها في معسكر الاعتقال في بيجونجي وعوقبت الأسرة في العمل القسري لكنهم جميعًا نجوا من الحرب. ذهبت فريزر إلى الجامعة في عام 1948 لدراسة الكيمياء بعد دراستها لفترة وجيزة في كامنيك ودومجاله.

## حياتها المهنية
قامت فريزر بين عامي 1954 و1980، بإجراء بحث شامل في القلويدات والمضادات الحيوية لشركات الصيدلة. ومنذ عام 1980 قامت بجمع أبحاثها الكيميائية مع المحاضرات وتم توظيفها كباحثة لعدد من المنظمات الدولية مثل الاتحاد الأوروبي، وبرنامج الأمم المتحدة الإنمائي، واليونسكو، ومنظمة العمل الدولية، ووكالة الحماية الأمريكية. شاركت فريزر بصورة ملحوظة في أواخر حياتها بالترويج للتقنيات النظيفة، وفي عام 1999 كانت أول امرأة تُمنح جائزة «هوندا» في طوكيو لتطور معرفتها في هذا المجال. كما ساهمت بتأليف العديد من الكتب لليونسكو والاتحاد الأوروبي لتُستخدم بغرض التدريس.
عملت فريزر خارج موطنها الأصلي سلوفينيا في جامعات في سويسرا والمملكة المتحدة والولايات المتحدة الأمريكية، واستضافت محليًا أكثر من 60 ندوة وورشة عمل دولية. حصلت فريزر على عضوية في مجلس الأمم المتحدة والأكاديمية العالمية للفنون والعلوم والأكاديمية الأوروبية في لندن وحازت على وسام لوران لافوازييه من أكاديمي دو فارماسي وجائزة روبرت براستيد التذكارية من الجمعية الكيميائية الأمريكية. قالت فريزر عن البحث: «إذا اخترت البحث والتدريس، لا تتوقع المال أوالشهرة. فالبحوث نفسها هي المكافأة الرئيسية، العملية نفسها متعة أكثر من النتيجة».